# Juan José Villar
Juan José Villar (fl. XX secolo) è stato un calciatore uruguaiano, di ruolo attaccante.

## Carriera
Con la propria Nazionale si laureò campione continentale nel 1917 e nel 1920.

## Palmarès

### Nazionale
- Campeonato Sudamericano de Football: 2

Uruguay 1917, Cile 1920